# Victodrobia victoriensis
Victodrobia victoriensis é uma espécie de gastrópode  da família Hydrobiidae.
É endémica da Austrália.